# Prudhoe Bay

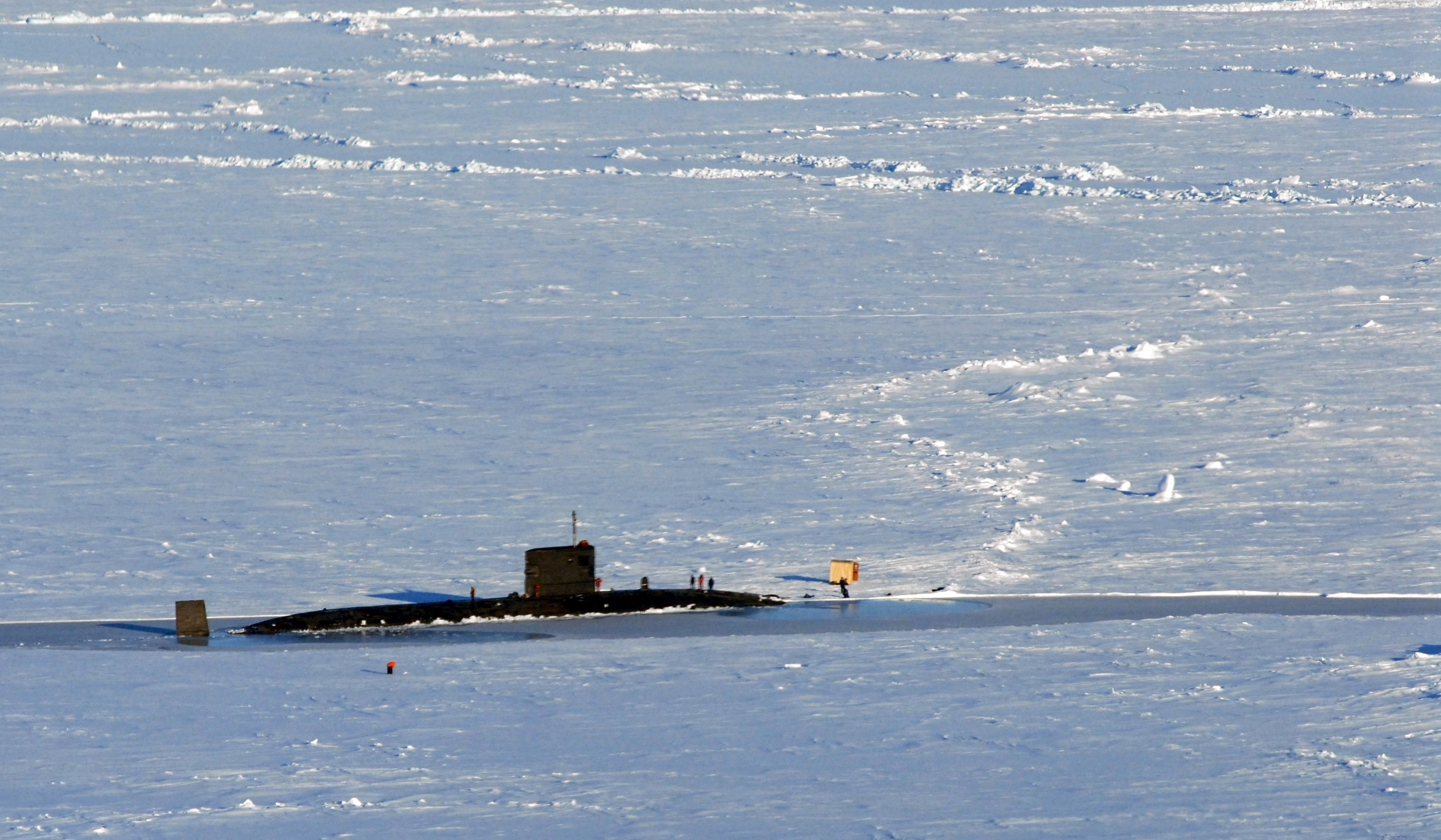
HMS Tireless perto de Prudhoe Bay

Prudhoe Bay (pronuncia-se / pru ː doʊ /) é uma Região censo-designada (CDP), localizada em North Slope Borough, no estado americano do Alasca. De acordo com o censo de 2000, a população foi de 5 pessoas, no entanto, em determinado momento muitos milhares de trabalhadores de apoio transitório do campo de petróleo Prudhoe Bay. O aeroporto, hospedagem e armazém geral estão localizados em Deadhorse; os equipamentos e instalações de processamento estão localizados em mantas de cascalho colocados sobre a tundra. É somente durante o inverno que a superfície é dura o suficiente para suportar equipamentos pesados, e as construções de novas instalações acontece nesse momento.
Prudhoe Bay é o ínicio oficial da Rodovia Panamericana desde o ponto norte. Alguns turistas, que chegam por vía terrestre e costumam fazer viagens de dois dias até a estrada Dalton de Fairbanks, vindo ver a tundra, o Oceano Ártico, o sol da meia-noite, ficando em alojamentos montados a partir de edifícios modulares.
Prudhoe Bay foi nomeado em 1826 pelo explorador britânico Sir John Franklin, em homenagem ao Capitão Algernon Percy, Barão Prudhoe.

## Geografia
Prudhoe Bay está localizado nas coordenadas  70 ° 19'32 "N 148 ° 42'41" W / 70,325490 ° N 148,711387 ° W / 70,325490; -148,711387.
De acordo com o "United States Census Bureau" tem uma área total de 558,0 milhas quadradas (1,445.3 km ²), dos quais 416,3 milhas quadradas (1.078,1 km ²) por terra e 141,8 milhas quadradas (367,2 km ²) do que é água. A área total é de 25,40% de água.

## Demografia
De acordo com o censo de 2000 , havia uma casa na cidade, consistindo de um casal com três filhos. Houve uma unidade habitacional.

## Campo de petróleo Prudhoe Bay
Prudhoe Bay fica ao lado do maior campo de petróleo nos Estados Unidos.